# Collegio dei Neofiti
Il Collegio dei Neofiti (in latino Collegium Ecclesiasticum Adolescentium Neophytorum o Pia Domus Neophytorum) fu un seminario cattolico fondato nel 1577 a Roma da papa Gregorio XIII.
Era un istituto per i convertiti dall'ebraismo e dall'islam (detti "neofiti" o anche "catecumeni"), fondato su una precedente istituzione creata da Ignazio di Loyola.

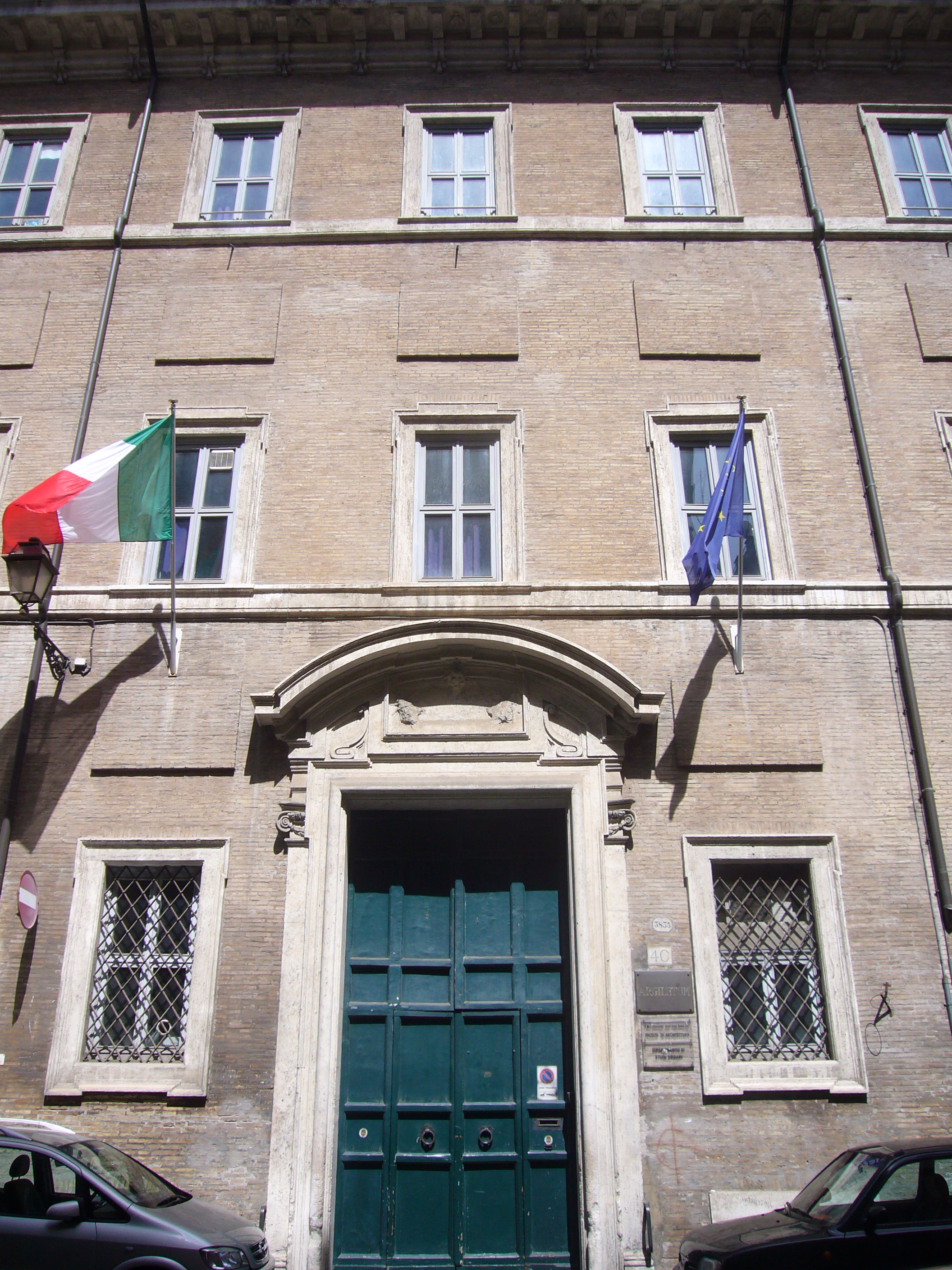
La facciata del Palazzo dei Neofiti

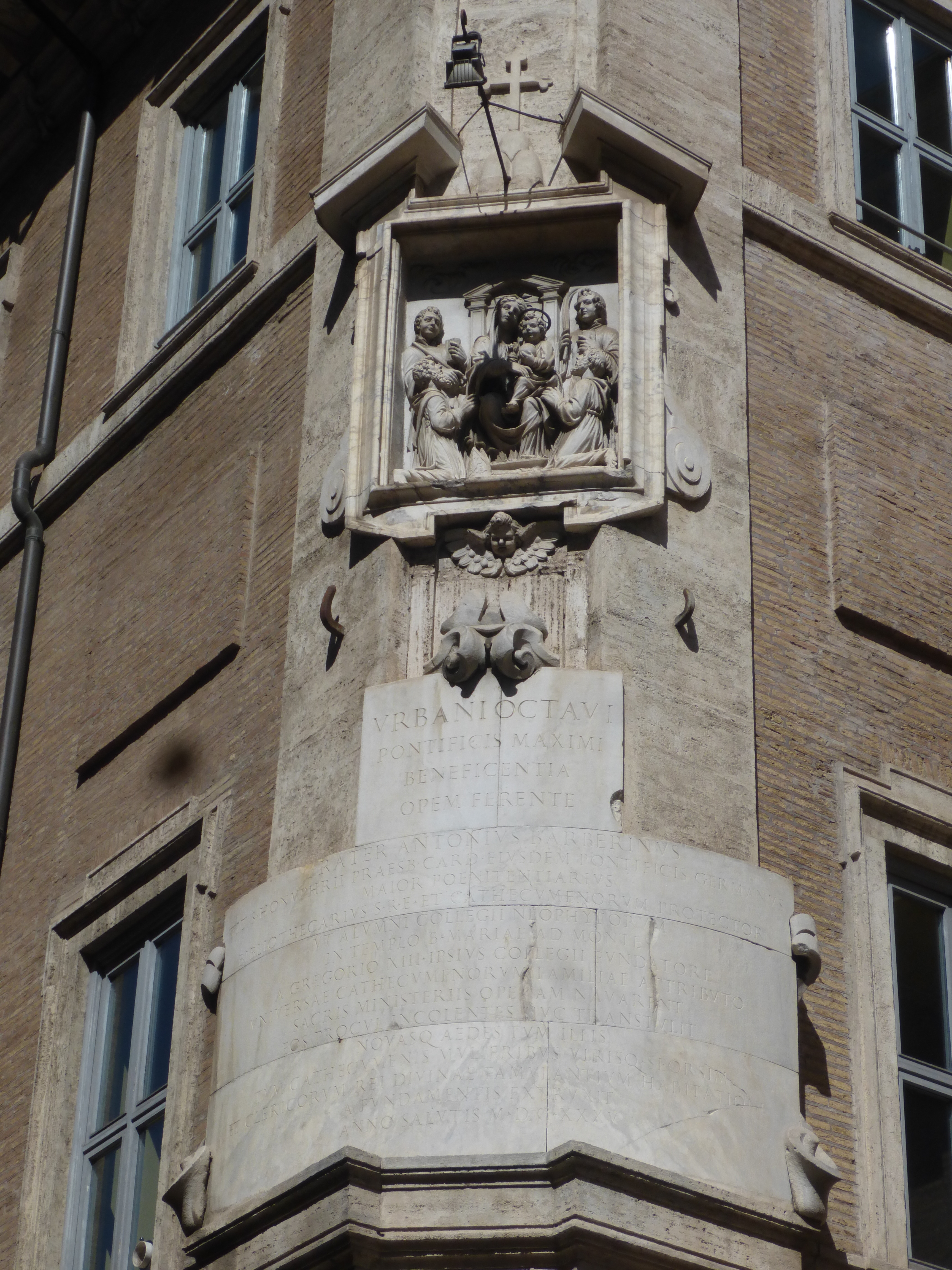
Palazzo dei Neofiti, edicola con epigrafe dedicatoria di Antonio Barberini.

## Storia
Scopo fondamentale dell'istituzione era formare sacerdoti con una profonda conoscenza della religione cattolica e dotati di un forte spirito missionario affinché, una volta tornati nel proprio Paese, facessero opera di conversione.
Nello Statuto era indicato espressamente che 2/3 degli iscritti provenissero dall'ebraismo, 1/3 dall'islam o da altre religioni.
La prima sede del Collegio fu una casa privata vicino alla basilica di Sant'Eustachio; il primo rettore fu il cardinale Giulio Antonio Santori (1532-1602).
Nella prima metà del XVII secolo il Collegio venne dotato di una sede e di una chiesa proprie, appositamente costruite:
- Antonio Barberini (protettore dell'Ordine cappuccino) acquistò un terreno confinante con la Chiesa di Santa Maria ai Monti (conosciuta anche come Madonna dei Monti) e vi fece erigere un grande palazzo. Inaugurato nel 1637, l'edificio fu presto denominato «Palazzo dei Neofiti»;
- Successivamente l'adiacente chiesa della Madonna dei Monti, edificata alla fine del '500, fu assegnata al Collegio.

Tra i docenti più noti che insegnarono al Collegio dei Neofiti vi fu Giulio Bartolocci, cistercense, profondo conoscitore della lingua ebraica.
Nel 1713 il Collegio divenne un'istituzione di assistenza, assumendo la denominazione Pii Operai. Da allora le sovvenzioni pontificie all'istituzione recarono la dicitura "per i poveri della Casa dei Neofiti".
Il collegio fu chiuso nel 1886.
Oggi è ricordato per aver associato il proprio nome a un'edizione del Targum, chiamata «Targum Neofiti». Si tratta una copia del Targum palestinese del Pentateuco realizzata da Egidio di Viterbo nel 1504 e donata nel 1602 al Collegio dal neofito Ugo Boncompagni.
Il Palazzo dei Neofiti è attualmente sede di uffici e strutture didattiche della Facoltà di Architettura dell'Università degli Studi Roma Tre, con il nome di Argiletum.

## La Confraternita dei Catecumeni e Neofiti
La Casa dei Catecumeni fu fondata nel 1542 da Ignazio di Loyola, fondatore dell'Ordine dei Gesuiti, per ebrei e persone di altre fedi che avessero deciso di passare alla religione cristiana. Lo stesso Ignazio tra il 1538 (quando arrivò a Roma) e il 1542 aveva convertito numerosi ebrei al cristianesimo. Motivo della nascita della Confraternita fu principalmente il battesimo degli ebrei, e poi degli altri non cristiani.
I primi catecumeni furono alloggiati in una casa privata della chiesa di S. Giovanni in Mercatello. Le ragazze neofite invece furono ospitate in un monastero femminile della SS. Annunziata, fondato nel 1562.
Nel 1577 la fondazione del Collegio rappresentò una svolta per la vita della Confraternita.
Nel 1637 il Collegio e la casa dei catecumeni maschi furono trasferiti nel nuovo palazzo fatto erigere dal cardinale Barberini. Il palazzo era stato costruito accanto alla chiesa della Madonna dei Monti affinché i catecumeni potessero apprendere le regole della liturgia direttamente nella chiesa. L'accorpamento ebbe anche un effetto giuridico: il parroco della chiesa della Madonna dei Monti divenne di diritto il rettore della Confraternita.
Tra il 1614 ed il 1798 vi furono 1958 battesimi di ebrei.